# Günzel IV van Schwerin
Günzel IV van Schwerin ook bekend als Gunzelin IV (overleden tussen 3 maart 1283 en 6 december 1284) was van 1276 tot 1283 graaf van Schwerin-Neuschwerin.

## Levensloop
Günzel IV was een van de vijf zonen van graaf Günzel III van Schwerin en Margaretha van Mecklenburg, dochter van heer Hendrik Borwin II van Mecklenburg. Hij was bestemd voor een geestelijke loopbaan en werd domheer van de dom van Schwerin.
Door zijn geestelijke loopbaan kreeg Günzel IV na de dood van zijn vader in 1274 geen erfdeel van het graafschap Schwerin. Hij besloot echter ook een deel van de erfenis van zijn vader op te eisen, maar dit werd door zijn broer Helmhold III niet erkend. Op 2 augustus 1276 werd er uiteindelijk in een verdrag tussen Günzelin IV en markgraven Otto IV en Koenraad I van Brandenburg beslist om Günzel IV het graafschap Neuschwerin te geven. Dit was geen deel van het rijk van zijn vader, maar een deel dat zijn vader gedurende zijn regeerperiode verworven had.
Om een deel van de erfenis van zijn vader te kunnen bemachtigen, zou Günzel IV zijn geestelijke loopbaan beëindigd hebben, maar verschillende documenten uit die periode bewijzen het tegendeel. Tegen het einde van zijn leven was Günzel IV zo goed als blind en hij overleed tussen maart 1283 en december 1284. Na zijn dood ging zijn gebied naar zijn broer Helmhold III.